# Iberia Sport Club
L'Iberia Sport Club fou un antic club de futbol aragonès de la ciutat de Saragossa.

## Història
El club va néixer l'any 1916, essent un equip popular, on molts dels seus jugadors eren treballadors de la fàbrica ferroviària Carde y Escoriaza. Vestia samarreta groga i negra amb pantalons negres, essent coneguts com les vespes. El 7 d'octubre de 1923 inaugurà el Camp de Torrero, de gran capacitat, construït al barri del mateix nom, proper al Canal Imperial d'Aragó.
El seu primer títol important arribà l'any 1917 amb el triomf al Campionat Regional d'Aragó, competició que tornà a guanya fins a un total d'11 ocasions. També jugà a la Segona Divisió espanyola les temporades 1928-29, 1929-30 i 1930-31. La primera d'elles fou la millor, ja que acabà empatat a punts amb el campió, el Sevilla FC. La temporada 1931-32 jugà a Tercera Divisió.
El març de l'any 1932 es va fusionar amb el Zaragoza Club Deportivo per formar el Zaragoza Foot-ball Club, actual Real Zaragoza.

## Trajectòria
- Temporades a Segona Divisió: 3.
- Temporades a Tercera Divisió: 1.

## Palmarès
- Campionat d'Aragó de futbol:
  - 1917, 1918, 1919, 1920, 1921, 1922-23, 1925-26, 1926-27, 1927-28, 1928-29, 1929-30, 1930-31